# Fernand Fauconnier
Fernand Fauconnier (Maubeuge, Nord, 14 d'abril de 1890 – Hautmont, 28 d'abril de 1940) va ser un gimnasta artístic francès que va competir en els anys posteriors a la Primera Guerra Mundial.
El 1920 va prendre part en els Jocs Olímpics d'Anvers, on guanyà la medalla de bronze en el concurs complet per equips del programa de gimnàstica.